# Tafat
Tafat (X w. p.n.e.) – izraelska królewna.
Była córką Salomona, króla Izraela. Została wydana za mąż za Ben-Abinadaba, nadzorcę wzgórz koło Dor (Ezdreolonu tj. zachodniej części równiny Jizreel).
Źródła biblijne nie przekazały na jej temat więcej informacji.